# Zamość

Zamość címere

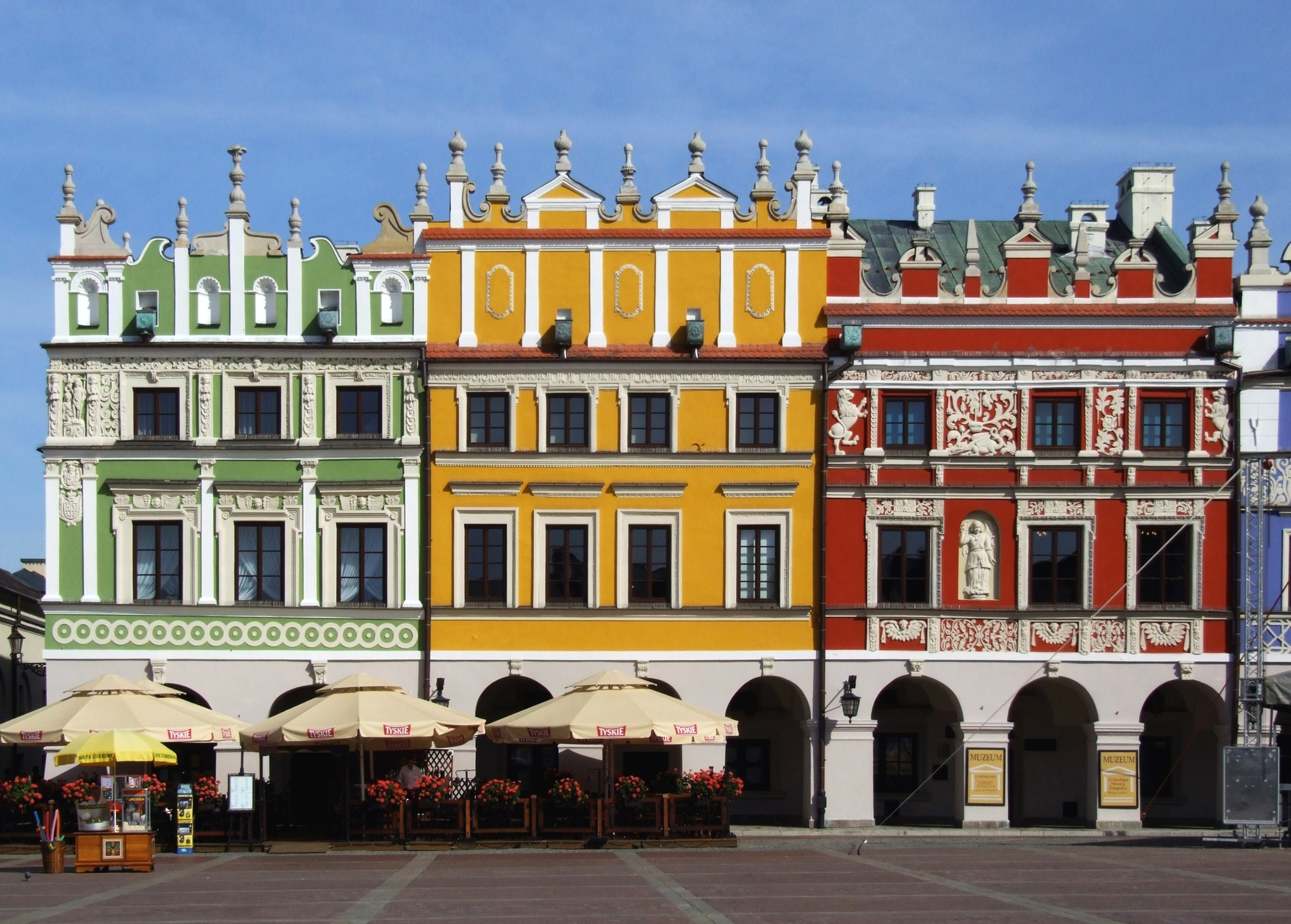
Reneszánsz házsor a főtéren

Zamość járási jogú város és járási székhely Lengyelország Lublini vajdaságában. Lublintól 85 km-re délkeletre fekszik a Łabuńka-patak partján. Az 1580-ban alapított erődvárost, melyet olasz építészek tervei alapján építettek, Észak Padovájának és az árkádok városának is nevezik, óvárosa 1992 óta a világörökség része. 1975-1998 között vajdasági székhely volt. 2005-ben 66,8 ezren lakták, közigazgatási területe 30,5 km².

## Történelem
A város alapítója Jan Zamoyski kancellár és nagyhetman volt, aki korának egyik legnagyobb hadvezére, diplomatája és földbirtokosa volt. 1580-ban határozta el, hogy hatalmas birtokai központjában új erődvárost alapít a łwówi kereskedelmi út védelmére. A munkával Bernardo Morando velencei építészt bízta meg, aki a város polgármestereként halt meg 1600-ban. 
A várost ötszög alaprajzú, fülesbástyás erődfalakkal vette körül, a sakktábla-elrendezésű utcahálózat központjában reneszánsz stílusú kereskedőházakkal körülvett főteret alakított ki. Számos kereskedő telepedett itt le (a telkeket 25 évi részletfizetéssel kínálta a kancellár), köztük örmények Perzsiából és zsidók Portugáliából. A várost 1648-ban az ukrán felkelők, 1656-ban pedig a svédek ostromolták meg. A 17. század végén Jan Michal Link korszerűsítette az erődrendszert.
1772-ben a várost az Osztrák Császársághoz csatolták. 1809-ben Józef Poniatowski lengyel felkelői foglalták el, majd 1813–1866 között cári katonaság állomásozott a városban. A 19. század második felében Zamość hadi jelentőségét elveszítette, egyben megkezdődött iparosodása. 1914 augusztusában 6 napos véres csata zajlott a város határában. 1918 decemberében kommunista felkelés tört ki a városban, melyet Piłsudski csapatai levertek. 
A második világháború alatt a várost megszálló németek a környező termékeny vidéken tervezték kialakítani az ország kolonizálásának egyik bázisát. 1943-ban megkezdődött a lengyel lakosság kitelepítése és a németek betelepítése. A város (melyet Himmlerstadtnak neveztek át) lakosainak nagy részét németországi kényszermunkára hurcolták.
A háború után a város gyors növekedésnek indult, 1975-ben 39,1 ezer; 2003-ban 68,8 ezer lakosa volt.

## Gazdaság

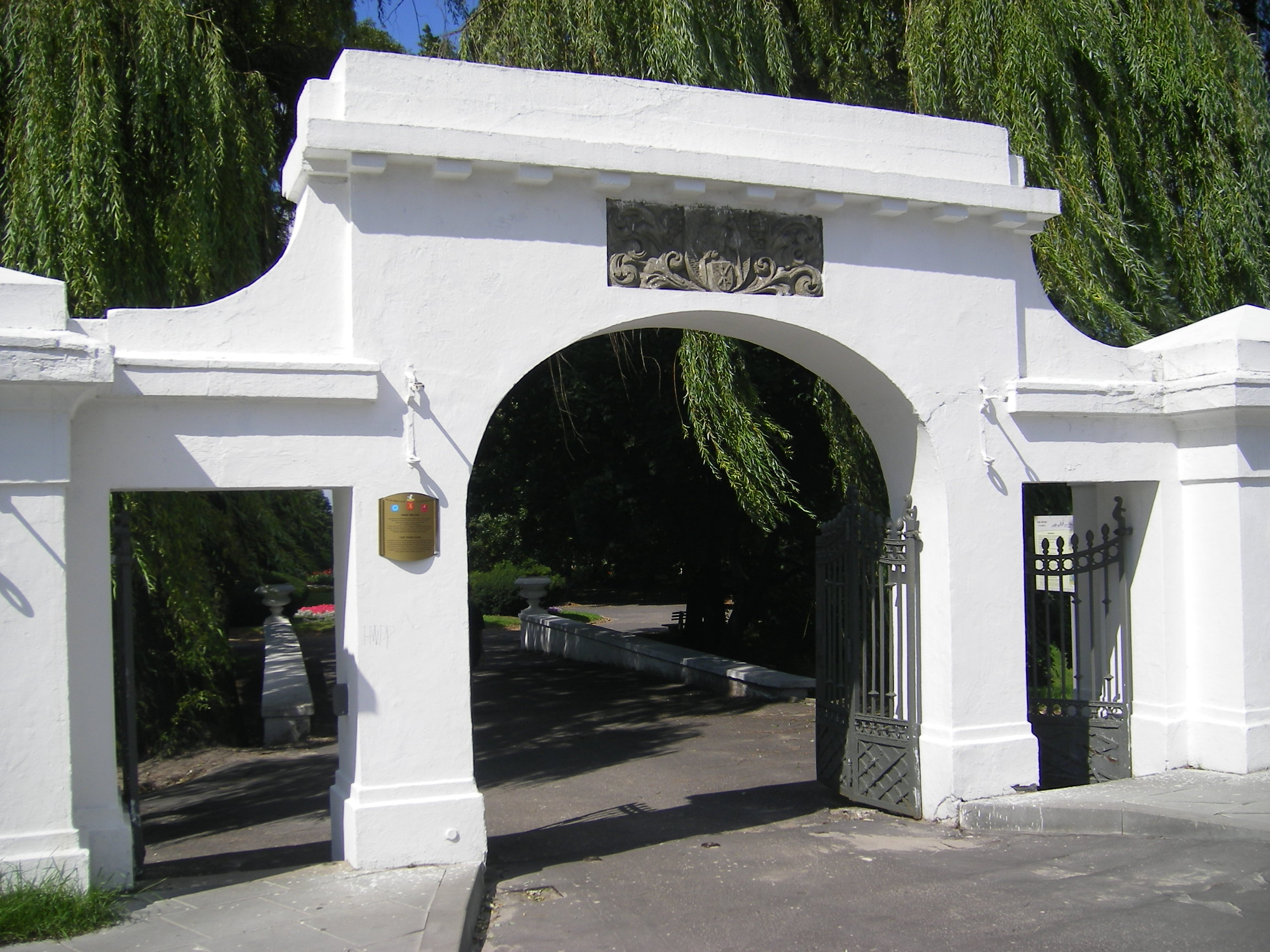
A régi Lublini-kapu ma a városi park bejárata

Hűtőgépgyártás (Mors), bútorgyár (BlackRedWhite), tejfeldolgozás. Jelentős idegenforgalom.
A várost a 17-es (Varsó-Lublin-Hrebennei határátkelő) és 74-es (Kielce-Zamość-Zosini határátkelő) országos főútvonalak érintik. Vasúti megállóhely a Zawada-Volodimir-Volinszkij vonalon.

## Nevezetességek

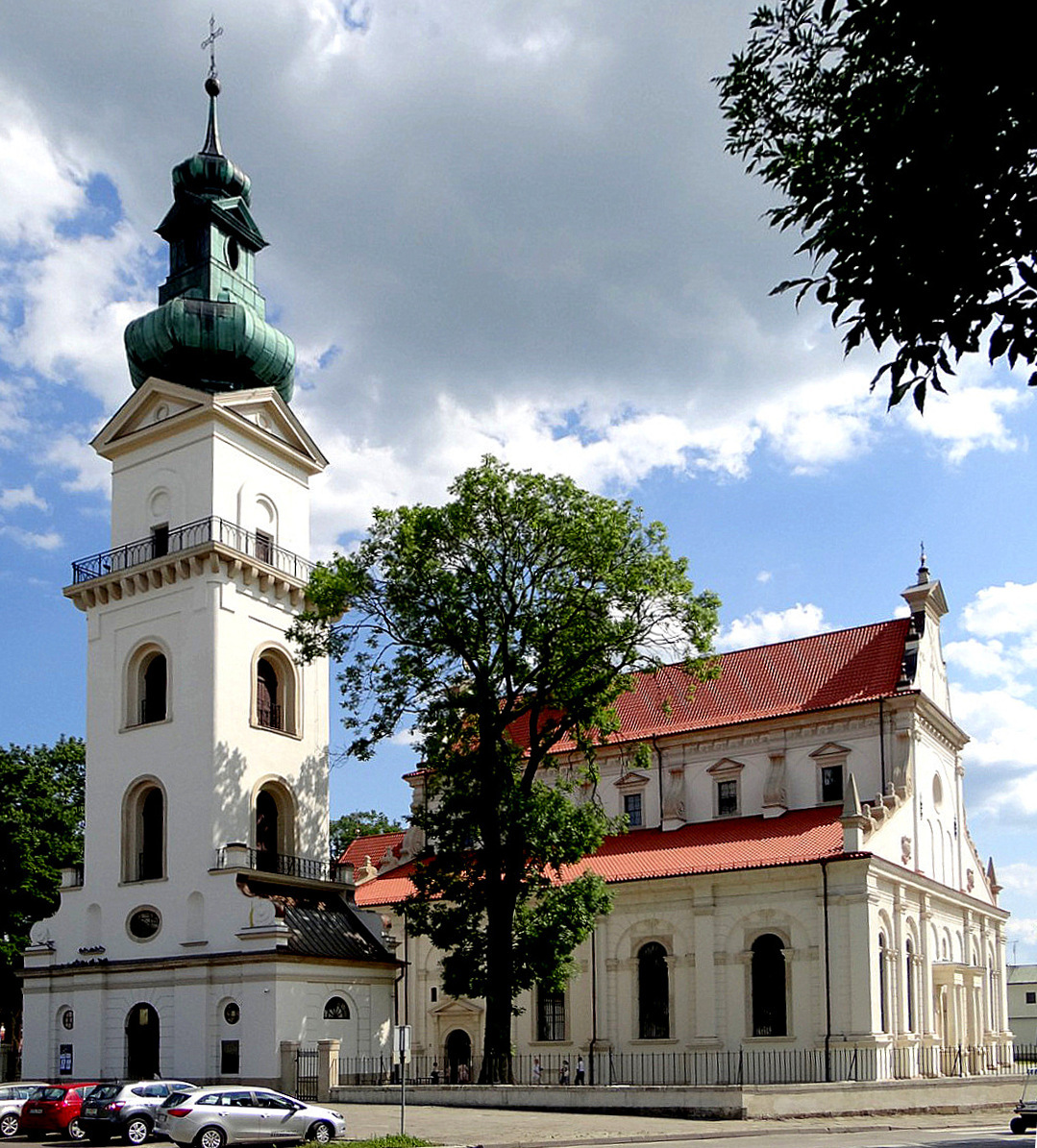
A zamośćí katedrális tornya

- Városháza (ratusz) – a főtéren álló reneszánsz-barokk épületet 1591-ben emelték,  barokk tornyát átépítésekor 1639-1651 között emelték.
- Főtér (Mickiewicz-tér) – az ötszög alakú bástyarendszer középpontjában helyezkedik el, 100×100 m-es négyzet alaprajzú tér, legszebb része a városházától jobbra eső árkádos házsor.
- Akadémia épülete – az 1595-ben alapított egyetemet (orvosi, jogi és teológiai kara volt) 1784-ben az osztrákok megszüntették, ezután az épületben középiskola működött. A 17-18. században a Zamośći Akadémia a lengyel tudományos és kulturális élet egyik központja volt.
- Katedrális – eredetileg reneszánsz stílusban épült, 1825-ben klasszicizálták. Különálló harangtornya ma kilátóként is szolgál, három harangja (Jan, Tomasz, Wawrzyniec) közül a legnehezebb 4,3 tonnát nyom. Az 5 hajóra oszott templomban található a Zamoyskiak temetőkápolnája. A templom mellett áll II. János Pál egész alakos szobra.
- Zamoyski-kastély – bal épületszárnyához az egykori fegyvertár (Arzenal, ma múzeum) épülete csatlakozik. A kastély előtt áll Jan Zamoyski lovasszobra.
- Örmény-templom
- Ferences-templom – a 17. században épült.
- Szt. Katalin-templom – barokk stílusban épült a 17. században.
- Erődrendszer – a VII. Bástya és egy falrészlet (a belváros keleti határán), valamint a várkapuk (Lublini-, Lwówi-  és Szczebrzeszyni-kapu) maradt fenn.
- Városi park – a Lublini-kapun át megközelíthető parkban mesterséges tó található.
- Zsinagóga – 1588-ban épült a Rynek Solnyn (Sópiac tér) reneszánsz stílusban.
- Rotunda – a városközponttól délre fekvő, 1825-1830 között épült körbástyában 1943-ban az SS zamośćiak tömegét likvidálta. Ma emlékmúzeum és katonai temető.
- Állatkert – Lengyelország egyik legrégebbi állatkertje, az alapító-igazgatóról, Stefan Milerről elnevezett állatkert 1918-ban nyílt meg.

## Híres szülöttei

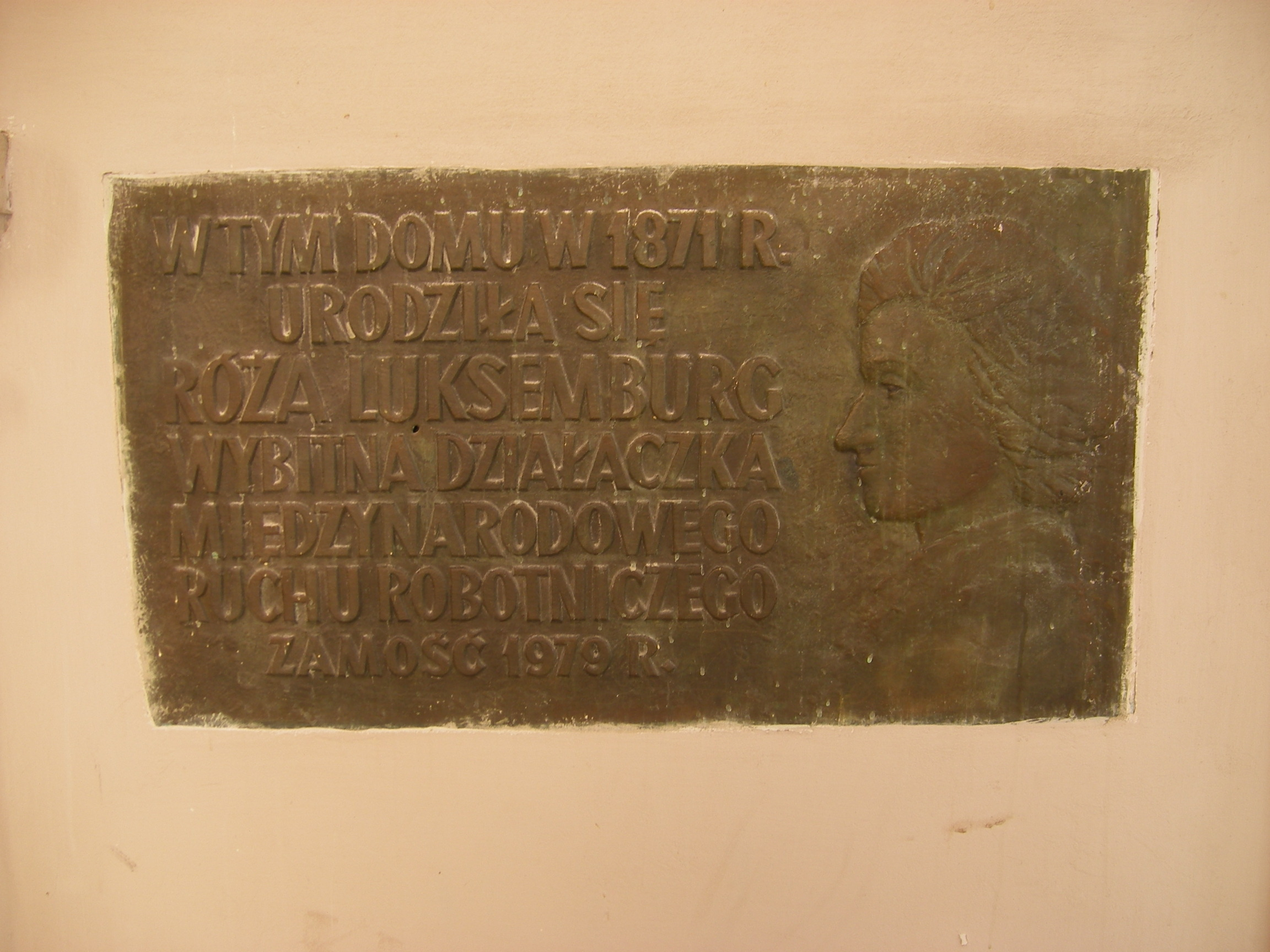
Emléktábla Rosa Luxemburg szülőházán

- Joseph Ephstein (1911–1944) kommunista politikus, a francia ellenállási mozgalom egyik vezetője itt született.
- Marek Grechuta (1945–2006) lengyel énekes, zeneszerző itt született.
- Rosa Luxemburg (1870–1919) filozófus, forradalmár itt született.
- Isaac Leib Peretz (1852–1916) jiddis nyelven alkotó író itt született.
- Jan "Sobiepan" Zamoyski (1627–1665) lengyel generális, vajda itt született.

## Testvérvárosok
- Bártfa, Szlovákia
- Loughborough, Egyesült Királyság
- Schwäbisch Hall, Németország
- Szumi, Ukrajna
- Zsovkva, Ukrajna